# Torymus ulmariae
Torymus ulmariae är en stekelart som beskrevs av Ruschka 1921. Torymus ulmariae ingår i släktet Torymus och familjen gallglanssteklar. Inga underarter finns listade i Catalogue of Life.